# 智利真鱸
智利真鱸（学名：Percichthys chilensis）為真鱸科真鱸屬的一種，為温帶淡水魚，分布於南美洲智利安地斯山脈淡水流域，棲息在高山溪流底中層水域，生活習性不明。

## 外部連結
- 維基物種上的相關：智利真鱸